# Эхинодорус Блехера
Эхинодо́рус Бле́хера (лат. Echinodorus  bleheri) — травянистое растение рода Эхинодорус семейства Частухоцветные.

## Описание
Эхинодорус Блехера представляет собой травянистый куст без стебля с узкими вытянутыми листьями ланцетовидной формы, собранными в розетку. Окраска листьев ярко-зелёная. Растение образует крупные густые кусты, достигающие в высоту 40—50 сантиметров, сильно затеняющие пространство под собой. В природе встречается в Южной Америке.

## Культивирование
При содержании растения в аквариуме оптимальная температура составляет до 28 °C, при её понижении до 20—22 °C рост значительно замедляется. При высокой температуре в аквариуме дважды в год необходимы периоды покоя длительностью 1,5—2 месяца, сопровождающиеся снижением температуры. Жёсткость воды может колебаться от очень низкой до довольно высокой, pH близок к нейтральному (6,5—7,5), хотя эхинодорус может переносить снижение pH до 5,5 и более. Желательна периодическая подмена части воды (не реже трёх раз в месяц). Освещение должно быть сильным, но рассеянным, его спектральный состав должен быть близок к естественному. Световой день должен составлять не менее 8 часов, желательно около 10—12 часов. Грунт должен состоять из мелкой или средней гальки с примесью глины и торфа и быть заиленным. 
В аквариуме эхинодорус Блехера размножается только вегетативно, образуя очень хрупкие цветочные стрелки, на которых образуется множество дочерних растений, которые можно осторожно отделять от материнского после того, как у них образуются 3—4 листа. В случае, если обламывается стрелка с дочерними растениями меньшего размера, обломок прижимают к грунту под невысоким слоем воды при ярком освещении и выдерживают до укоренения молодых растений, что происходит довольно медленно.